# Bisbat de David
El bisbat de David (castellà: diócesis de David, llatí: Dioecesis Davidensis) és una seu de l'Església Catòlica a Panamà, sufragània de l'arquebisbat de Panamà. El 2006 tenia 351.000 batejats sobre una població de 396.000 habitants. Actualment està regida pel bisbe cardenal José Luis Lacunza Maestrojuán, O.A.R.

## Territori
La diòcesi comprèn la província panamenca de Chiriquí.
La seu episcopal és la ciutat de David, on es troba la catedral de Sant Josep.
El territori s'estén sobre 8.653  km², i està dividit en 34 parròquies.

## Història
La diòcesi va ser erigida el 6 de març de 1955 mitjançant la butlla Amantissimus Deus del Papa Pius XII, prenent el territori de l'arquebisbat de Panamà.
El 17 d'octubre de 1962 cedí una porció del seu territori per tal que s'erigís la prelatura territorial de Bocas del Toro.

## Cronologia episcopal
- Tomás Alberto Clavel Méndez † (24 de juliol de 1955 - 3 de març de 1964 nomenat arquebisbe de Panamà)
- Daniel Enrique Núñez Núñez † (4 de juny de 1964 - 11 de gener de 1999 mort)
- José Luis Lacunza Maestrojuán, O.A.R., des del 2 de juliol de 1999

## Estadístiques
A finals del 2006, la diòcesi tenia 351.000 batejats sobre una població de 396.000 persones, equivalent al 88,6% del total.
| any  | població | població | població | sacerdots | sacerdots       | sacerdots       | sacerdots             | diaques | religiosos | religiosos | parròquies |
| ---- | -------- | -------- | -------- | --------- | --------------- | --------------- | --------------------- | ------- | ---------- | ---------- | ---------- |
| any  | batejats | total    | %        | total     | clergat secular | clergat regular | batejats por sacerdot | diaques | homes      | dones      |            |
| 1966 | 230.400  | 240.000  | 96,0     | 32        | 6               | 26              | 7.200                 |         | 26         | 43         | 19         |
| 1970 | 213.000  | 236.253  | 90,2     | 34        | 9               | 25              | 6.264                 |         | 25         | 46         | 25         |
| 1976 | 235.000  | 260.000  | 90,4     | 36        | 4               | 32              | 6.527                 |         | 48         | 48         | 26         |
| 1980 | 259.800  | 294.800  | 88,1     | 44        | 2               | 42              | 5.904                 |         | 52         | 54         | 25         |
| 1990 | 354.079  | 382.310  | 92,6     | 40        | 7               | 33              | 8.851                 |         | 41         | 59         | 29         |
| 1999 | 335.000  | 374.000  | 89,6     | 42        | 9               | 33              | 7.976                 | 11      | 41         | 50         | 29         |
| 2000 | 340.000  | 380.000  | 89,5     | 43        | 12              | 31              | 7.906                 | 12      | 41         | 50         | 30         |
| 2001 | 348.000  | 418.000  | 83,3     | 44        | 10              | 34              | 7.909                 | 13      | 47         | 45         | 30         |
| 2003 | 345.000  | 385.000  | 89,6     | 46        | 9               | 37              | 7.500                 | 12      | 47         | 50         | 30         |
| 2004 | 345.000  | 390.000  | 88,5     | 53        | 17              | 36              | 6.509                 | 11      | 46         | 56         | 32         |
| 2006 | 351.000  | 396.000  | 88,6     | 53        | 17              | 36              | 6.622                 | ?       | 42         | 56         | 34         |